# Dobra (gromada w powiecie szczecińskim)
Dobra – dawna gromada, czyli najmniejsza jednostka podziału terytorialnego Polskiej Rzeczypospolitej Ludowej w latach 1954–1972.
Gromady, z gromadzkimi radami narodowymi (GRN) jako organami władzy najniższego stopnia na wsi, funkcjonowały od reformy reorganizującej administrację wiejską przeprowadzonej jesienią 1954 do momentu ich zniesienia z dniem 1 stycznia 1973, tym samym wypierając organizację gminną w latach 1954–1972.
Gromadę Dobra z siedzibą GRN w Dobrej utworzono – jako jedną z 8759 gromad na obszarze Polski – w powiecie szczecińskim w woj. szczecińskim na mocy uchwały nr V/51/54 WRN w Szczecinie z dnia 5 października 1954. W skład jednostki weszły obszary dotychczasowych gromad Bolków (bez miejscowości Zalesie i Węgornik), Dobra (bez miejscowości Dobieszczyn i Stare Budy), Buk, Grzepnica, Łęgi, Rzędziny i Wołczkowo oraz miejscowość Bezrzecze Górne (Bezrzecze Dolne włączono do Szczecina) z dotychczasowej gromady Bezrzecze ze zniesionej gminy Dobra w tymże powiecie, a także obszar terenu łąkowo-leśnego o powierzchni 307 ha, położony na północnym zachodzie od Lasku Arkońskiego ze Szczecina, miasta na prawach powiatu w tymże województwie. Dla gromady ustalono 14 członków gromadzkiej rady narodowej.
1 stycznia 1966 z gromady Dobra  wyłączono: a) miejscowość Poddymin, włączając ją do gromady Tanowo; b) miejscowość Redlica, włączając ją do gromady Dołuje – w tymże powiecie.
Gromada przetrwała do końca 1972 roku, czyli do kolejnej reformy gminnej. 1 stycznia 1973 w powiecie szczecińskim reaktywowano gminę Dobra (od 1999 gmina Dobra znajduje się w powiecie polickim w woj. zachodniopomorskim).